# 小行星1131
小行星1131（1131 Porzia）是一颗围绕太阳公转的小行星。1929年9月10日，卡爾·威廉·萊茵姆特在海德堡发现了此天体。
該小行星以英國劇作家莎士比亞的悲劇《凱撒大帝》的角色鮑西婭命名。
这颗小行星的绝对星等为248.14354等。